# Michael Schwenke (Richter)
Michael Schwenke (* 16. Juni 1966 in München) ist ein deutscher promovierter Jurist. Er ist seit dem 15. Juli 2009 Richter am Bundesfinanzhof.

## Leben und Wirken
Schwenke trat nach Abschluss seiner juristischen Ausbildung 1994 in die Finanzverwaltung des Freistaates Bayern ein. 1996 und 1997 war er Mitglied der Projektgruppe Petersberger Steuerreform im Bundesministerium der Finanzen und der Steuerreformkommission der Stiftung Marktwirtschaft. 1997 wechselte er in das Bayerische Staatsministerium der Finanzen, 2001 als Steuerreferent zur IHK für München und Oberbayern. 2003 bis 2009 war Schwenke Referatsleiter im Bayerischen Staatsministerium der Finanzen.
Das Präsidium des Bundesfinanzhofs wies Schwenke zunächst dem VI. Senat zu, der für die Lohnsteuer, außergewöhnliche Belastungen sowie die Land- und Forstwirtschaft zuständig ist. Seit September 2011 ist er Mitglied im vornehmlich für Körperschaftsteuer-, Gewerbesteuer-, Außensteuer-  und Umwandlungssteuerrecht zuständigen I. Senat. Von Februar 2014 bis Januar 2016 war er Referent für Presse und Öffentlichkeitsarbeit des Bundesfinanzhofs.